# Alex Brosque
Alex Brosque (Sydney, 1983. október 12. –) ausztrál válogatott labdarúgó.
Az ausztrál válogatott tagjaként részt vett a 2004-es OFC-nemzetek kupája.

## Statisztika
| Ausztrál válogatott | Ausztrál válogatott | Ausztrál válogatott |
| Időszak             | Mérk.               | gól                 |
| ------------------- | ------------------- | ------------------- |
| 2004                | 3                   | 0                   |
| 2005                | 0                   | 0                   |
| 2006                | 1                   | 0                   |
| 2007                | 0                   | 0                   |
| 2008                | 0                   | 0                   |
| 2009                | 0                   | 0                   |
| 2010                | 1                   | 0                   |
| 2011                | 5                   | 3                   |
| 2012                | 9                   | 2                   |
| 2013                | 2                   | 0                   |
| Összesen            | 21                  | 5                   |